# Manuel Martín Ferrand
Manuel Martín Ferrand (La Coruña, 11 de diciembre de 1940-Madrid, 30 de agosto de 2013) fue un periodista español.

## Biografía
Se crio en Santander, Cantabria, donde su padre regentaba una farmacia en la cuesta de la Atalaya. Diplomado en Periodismo con el número uno de su promoción, sus inicios profesionales fueron en la prensa escrita, debutando en El Diario de Cádiz. Posteriormente, escribió durante un corto periodo en el diario Pueblo y más adelante pasó al mundo de la radio colaborando con Radio Popular de Madrid.
En 1960 ingresó en Televisión Española como redactor de los servicios informativos. A lo largo de las décadas de los sesenta y setenta, presenta y dirige numerosos programas en la cadena pública como Imágenes para saber (1966), Nosotros con Alfredo Amestoy (1968), Con acento (1968), Siempre en domingo (1971), 24 horas (1971-1972), Sábado Cine (1976-1977) y Hora 15 (1977-1979). En 1987 participó en la película Tobi de Antonio Mercero, interpretándose a sí mismo.
Paralelamente trabajó en la Cadena SER, emisora en la que participó en la creación de Matinal SER (1964), Hora 25, histórico programa informativo de la radio española del que fue su primer director en 1972, Hora 13, Hora 20, La Respuesta y otros más.
Dirigió dos periódicos: Diario de Barcelona (1973-1974) y Nuevo Diario (1975-1976).
Fundó una empresa de asesoría en medios y documentación de actualidad.
Colaboró en el Grupo Zeta como asesor del presidente, Antonio Asensio y como articulista en El Periódico, la revista mensual Bazar y el semanario Interviú.
Tras abandonar televisión, en 1981 se incorporó a la Cadena Ser y un año más tarde fundó la cadena Antena 3 de Radio, de la que se convirtió en director general y consejero de administración y que en pocos años consigue el liderazgo de audiencia.
En 1989 fue nombrado director general de Antena 3 Televisión y permaneció al frente de ambos medios hasta su dimisión en julio de 1992 cuando el grupo accionarial mayoritario del empresario Javier Godó vendió su participación a Prisa.
En los siguientes años pasó a colaborar con la Cadena COPE, en el programa La linterna y luego en La Mañana de Cope, hasta 2002 cuando abandonó la emisora.
Luego escribió una columna diaria en Estrella Digital (hasta 2009) y en ABC (desde 1996 hasta pocas semanas antes de su fallecimiento). Desde 2002 colaboró en el programa Protagonistas primero en Onda Cero y luego en Punto Radio y desde 2010 fue columnista del diario Republica.com.
El 30 de agosto de 2013 falleció en la Clínica de La Concepción de Madrid, a los 72 años de edad.

## Libros publicados
- Los heterodoxos, Madrid, Gondel, 1979.
- Con España a cuestas. Selección de 218 artículos publicados en Diario 16, Las Rozas, Eilea, 1995.